# Tingena affinis
Tingena affinis är en fjärilsart som först beskrevs av Alfred Philpott 1926a.  Tingena affinis ingår i släktet Tingena och familjen praktmalar. Inga underarter finns listade i Catalogue of Life.